# الاحتجاجات الباكستانية 2020-21
الاحتجاجات الباكستانية كانت سلسلة من الاحتجاجات والإضرابات في باكستان بين 19 أكتوبر 2020 و23 يناير 2021. اندلعت الاحتجاجات الجماهيرية لأول مرة بعد سلسلة من الدعوات لتجمعات واعتصامات على مستوى البلاد ضد نظام عمران خان وحكومته. كانت احتجاجات المعارضة والمتظاهرين المؤيدين للديمقراطية حريصين على الإطاحة بالحكومة، وعارضوا الحكم الاستبدادي وطالبوا بالعدالة في جرائم القتل منذ 2017 وتصاعد الإرهاب. كانت وحشية الشرطة وعدم المساواة التي يدعيها البعض شرارة أخيرة للاضطرابات السياسية في العاصمة إسلام أباد وروالبندي. وواجهت كراتشي وكويتا وآزاد كشمير احتجاجات كبيرة على الرغم من موجة الإصابات والإصابات بفيروس كورونا.
استخدم المتظاهرون المظاهرات السلمية، والمقاطعة السلمية، والاضطرابات غير الدموية، وهذا ما أدى إلى تنامي المعارضة في الشوارع ضد الشرطة، التي استخدمت بدورها خراطيم المياه لتفريق الاحتجاجات. كما خرج المتظاهرون في مسيرات في جميع أنحاء البلاد، وعلقوا على أن الانتخابات العامة الباكستانية لعام 2018 كانت مزورة ودعا أعضاء المعارضة إلى احتجاجات جماهيرية وأن الفساد أصبح ظاهرة متفشية. شارك الآلاف في المسيرات في جميع أنحاء البلاد. ازدادت شعبية أعمال الاحتجاجات الطويلة في جميع أنحاء البلاد، حيث عارض العصيان المدني والاحتجاجات المناهضة لفرنسا والمؤيدة للإسلام مناقشة الرئيس إيمانويل ماكرون حول الإسلام. استمرت الإضرابات العامة والاحتلال والتجمعات حتى عام 2021. بعد هجوم مميت أسفر عن مقتل 11 من عمال المناجم في بلوشستان، احتج عمال المناجم من الهزارة بأعداد كبيرة، على الرغم من قمع الشرطة للمتظاهرين. مرت أربعة أيام من الاحتجاجات وأصر المتظاهرون على منح استقلال بلوشستان. خرج المتظاهرون في مسيرة ورددوا هتافات مناهضة للتمييز ضد الشيعة ودعوا لأخذ الحقوق الإسلامية متساوية بين جميع الطوائف الإسلامية، كما رفضوا القيام بدفن القتلى. عرض عمران خان زيارة ما لم يقم المتظاهرين بدفنهم ستقوم الحكومة بدفنهم، لكن انتهى الأمر إلى إعداد مدافنهم فيما بعد. 3 أيام من الإضرابات في آزاد كشمير لم تشهد أي تدخل من الشرطة وتطالب بإنهاء القتال الهندي وحصار المنتجات الصينية.